# Gang bang (romanzo)
Gang bang è un romanzo di Chuck Palahniuk del 2008.
Il tema del romanzo è la notorietà e ciò che le persone sono disposte a fare per ottenerla o per mantenerla.

## Trama
La leggendaria pornostar Cassie Wright, giunta a fine carriera, decide di chiudere "in bellezza" polverizzando il record mondiale di sesso di gruppo con una gigantesca gang bang, che poi finirà su film e diventerà un must per ogni porno-collezionista.
L'obiettivo è una gang bang con 600 uomini. Il romanzo si svolge principalmente nello stanzone sporco e male illuminato che raccoglie tutti gli attori maschili e si focalizza su quattro personaggi: il signor 600, il signor 72, il signor 137 e Sheila, la ragazza che chiama gli attori quando è il loro turno.
N. 600 è Branch Bacardi, pornostar e vecchio amico di Cassie; N. 72 è un liceale, convinto di essere il figlio di Cassie, che partecipa al film solo per incontrarla; N. 137 è un attore televisivo ormai dimenticato che cerca la sua occasione di riscatto sugli schermi. Sheila, invece, è la preziosa collaboratrice di Cassie, disgustata dagli uomini e cinica spettatrice del mondo di cui fa parte.
Mentre gli attori vengono chiamati a tre alla volta, N. 600, N. 72 e N. 137 si conoscono e cominciano a parlare; nel romanzo viene raccontato il giudizio negativo che ognuno ha sugli altri due. N. 137 si ingozza di pillole di Viagra perché ha paura della sua performance; N. 72 tiene stretto un mazzo di rose appassite da consegnare alla madre; N. 600 si depila e guarda i suoi vecchi film che vengono proiettati su degli schermi.
N. 72 rivela agli altri di essere il figlio dimenticato di Cassie Wright e scopre che probabilmente è proprio Branch Bacardi suo padre. N. 600 crede che così non sia, ma regge il gioco e alla fine consegna a N. 72 una pillola di cianuro di potassio da dare a Cassie. Secondo Bacardi, infatti, la pornostar vuole morire durante le riprese del film, creando così uno snuff movie che ingigantirà le vendite e le consentirà di mantenere per sempre il figlio che ha dimenticato.
N. 72 però rifiuta di dare la pillola a sua madre, ed è N. 600 che la ingoia. Bacardi sta morendo avvelenato e Cassie si dispera perché l'attore le ha rubato la scena. Mentre i medici effettuano la defibrillazione a Bacardi, lei si getta sul suo fallo ancora eretto rimanendogli saldata per i genitali, e perdendo i sensi. Bacardi viene così rianimato e i due vengono condotti in ospedale.
La vicenda si conclude con i pensieri di Sheila, che (lo si scopre solo nelle ultime pagine) è la vera figlia di Cassie Wright. Ella l'ha sempre saputo e progettava di ucciderla, ma scopre di essere stata battezzata Zelda Zonk perché quello era il nome che Marilyn Monroe usava quando era in incognito. Questo la fa riflettere sulla vera identità della pornostar e la inviterà ad usare il suo vero nome con un orgoglio nuovo.

## Edizioni
- Chuck Palahniuk, Gang bang, collana Piccola Biblioteca Oscar Mondadori, traduzione di Matteo Colombo, Mondadori, 2008, ISBN 978-88-04-59112-2.